# St. Mauritius (Almstedt)

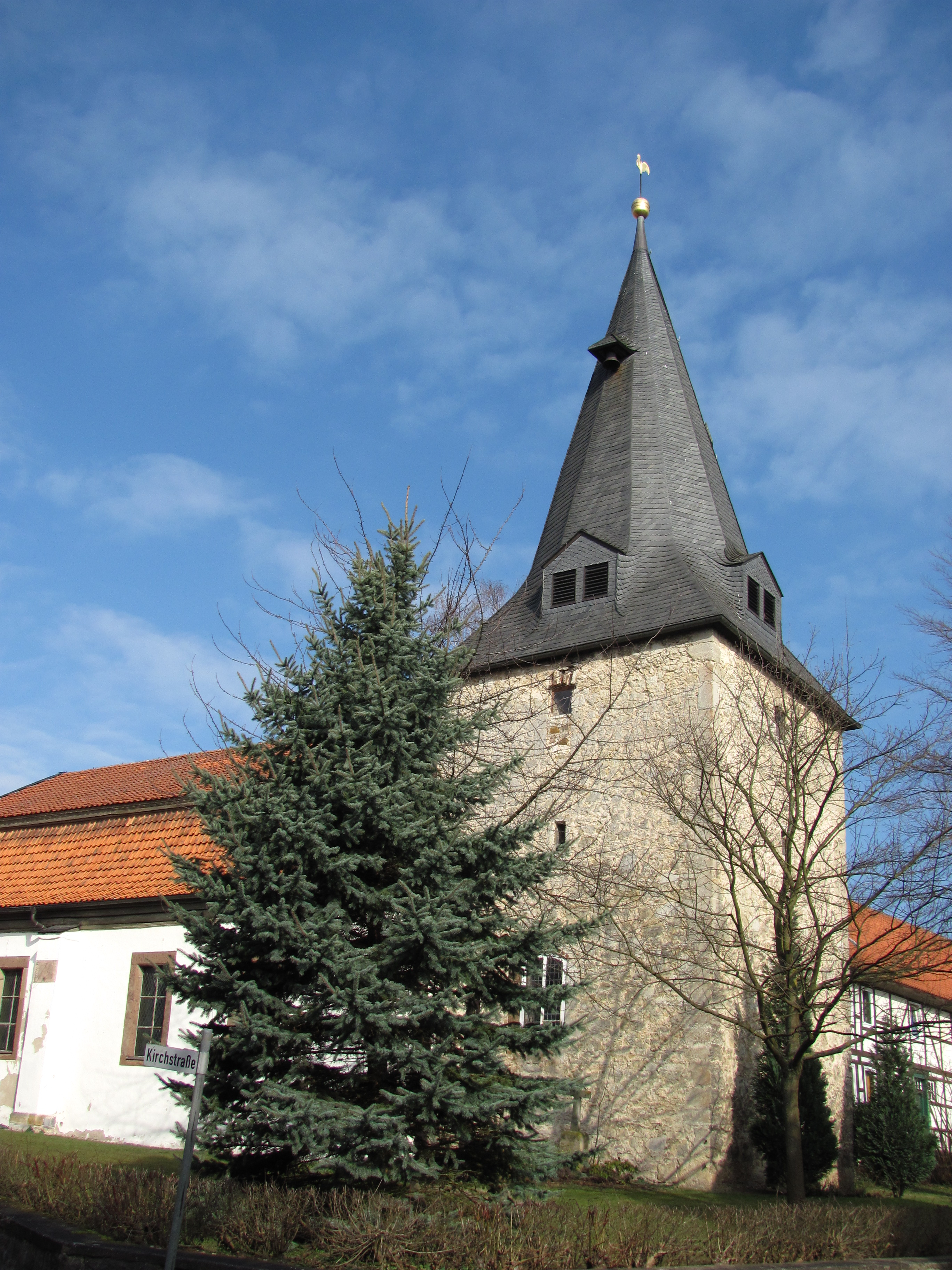
St. Mauritius

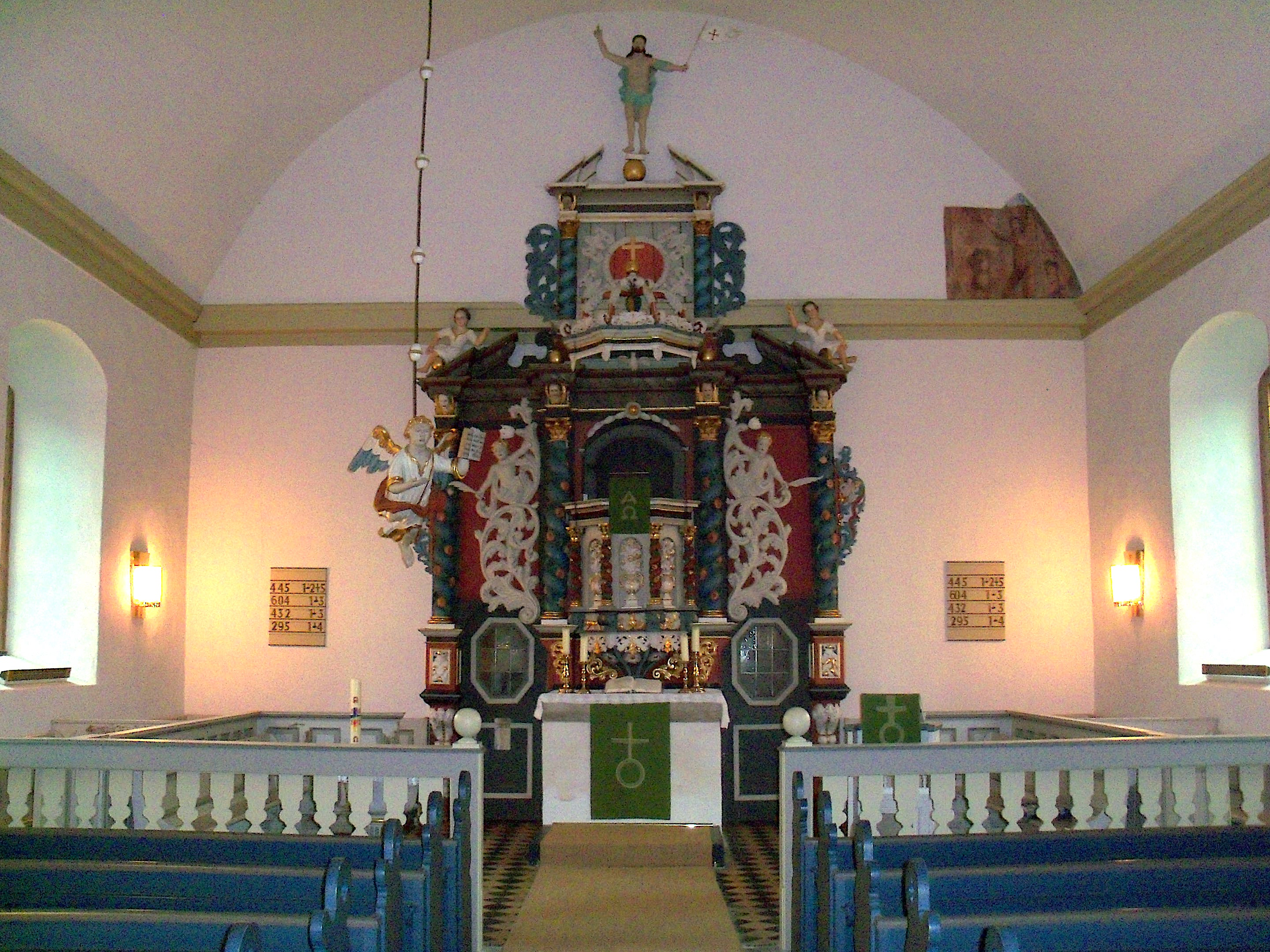
Kanzelaltar

Die evangelisch-lutherische Kirche St. Mauritius steht in Almstedt, einem Ortsteil der Gemeinde Sibbesse im Landkreis Hildesheim von Niedersachsen. Sie steht unter Denkmalschutz. Die Kirchengemeinde gehört zum Kirchenkreis Hildesheimer Land-Alfeld im Sprengel Hildesheim-Göttingen der Evangelisch-lutherischen Landeskirche Hannovers.

## Beschreibung
Das Kirchenschiff der Saalkirche wurde 1618 erneuert, 1721 umgebaut und 1819 nach Westen verlängert. Es hat jetzt 4 Achsen und ist mit einem Walmdach bedeckt. Der quadratische Kirchturm im Osten, der zu einer Wehrkirche aus dem 14. Jahrhundert gehörte, wurde 1718 erneuert. Er trägt jetzt einen schiefergedeckten Helm, der vom vierseitigen Grundriss in eine achtseitige Spitze übergeht. In seinen vier Dachgauben befinden sich Klangarkaden, hinter denen sich der Glockenstuhl befindet, in dem 2 Kirchenglocken hängen. Die ältere wurde 1512, die jüngere 1748 gegossen und gehörte ursprünglich der Kirche von Nemmersdorf in Ostpreußen. Die Schlagglocke hängt an der Spitze des Turms. Im Erdgeschoss des Turms befindet sich die Sakristei, in der Fragmente spätgotischer Wandmalereien zu sehen sind. Der mit einem Tonnengewölbe überspannte Innenraum des Kirchenschiffs hat eine U-förmige Empore, im Westen ist sie zweigeschossig. 
Auf der oberen Empore steht die Orgel, die Johann Conrad Müller gemeinsam mit Johann Georg Müller 1646 gebaut hat. Sie hatte ursprünglich 10 Register und ein Manual und wurde 1753 auf 15 Register, ein Manual und ein Pedal erweitert. Sie wurde 1987/88 durch Rudolf Janke restauriert. Heute sind nur noch 13 Register erhalten. 
Zur Kirchenausstattung gehören ein Kanzelaltar von 1760 und eine Kanzel von 1784. Ein 1760 entstandener Taufengel wird heute nicht mehr für Taufen genutzt.